# ギリシア語ポントス方言
ギリシア語ポントス方言は、ギリシア語の方言の1つである。元々は黒海南岸のポントス地方（現在はトルコ共和国領内）で話されていた。現在、ほとんどの話者がギリシャ国内に居住する。ポントス方言を話す人々はポントス人と呼ばれる。